# Telmatoscopus
Telmatoscopus är ett släkte av tvåvingar. Telmatoscopus ingår i familjen fjärilsmyggor.

## Dottertaxa tillTelmatoscopus, i alfabetisk ordning[1]
- Telmatoscopus aberrans
- Telmatoscopus acrobeles
- Telmatoscopus advenus
- Telmatoscopus agraensis
- Telmatoscopus albipunctata
- Telmatoscopus albipunctoides
- Telmatoscopus ambiguus
- Telmatoscopus amplena
- Telmatoscopus anomalus
- Telmatoscopus arcuatus
- Telmatoscopus arnaudi
- Telmatoscopus aurigenea
- Telmatoscopus bartolii
- Telmatoscopus basalis
- Telmatoscopus batillina
- Telmatoscopus bosnicus
- Telmatoscopus brevicolis
- Telmatoscopus brindavani
- Telmatoscopus britteni
- Telmatoscopus bulbulus
- Telmatoscopus calcaratus
- Telmatoscopus campanellus
- Telmatoscopus caribicus
- Telmatoscopus carpathicus
- Telmatoscopus carthusianus
- Telmatoscopus clavatus
- Telmatoscopus clusior
- Telmatoscopus collarti
- Telmatoscopus colorbrina
- Telmatoscopus confusus
- Telmatoscopus congruus
- Telmatoscopus consentanea
- Telmatoscopus contortula
- Telmatoscopus convolvula
- Telmatoscopus coronata
- Telmatoscopus crenigus
- Telmatoscopus cruentus
- Telmatoscopus cuspiceps
- Telmatoscopus dactyliatus
- Telmatoscopus daedalus
- Telmatoscopus decens
- Telmatoscopus decussatus
- Telmatoscopus dendrophilus
- Telmatoscopus distinctus
- Telmatoscopus edwardsi
- Telmatoscopus ejundicus
- Telmatoscopus ellisi
- Telmatoscopus erratilis
- Telmatoscopus eximius
- Telmatoscopus falcariformis
- Telmatoscopus falcata
- Telmatoscopus fissurella
- Telmatoscopus flavicollis
- Telmatoscopus flebilis
- Telmatoscopus fordi
- Telmatoscopus fraudulentus
- Telmatoscopus frondeus
- Telmatoscopus fryeri
- Telmatoscopus furcatus
- Telmatoscopus fuscinervis
- Telmatoscopus fuscipennis
- Telmatoscopus grata
- Telmatoscopus gressicus
- Telmatoscopus hajeki
- Telmatoscopus havelkai
- Telmatoscopus himachali
- Telmatoscopus huangae
- Telmatoscopus idalimus
- Telmatoscopus incanus
- Telmatoscopus ingenuus
- Telmatoscopus inusitatus
- Telmatoscopus jeanneae
- Telmatoscopus kalabakensis
- Telmatoscopus kii
- Telmatoscopus kimabalensis
- Telmatoscopus labeculosus
- Telmatoscopus lacteitarsis
- Telmatoscopus latipenis
- Telmatoscopus latipennis
- Telmatoscopus laurenci
- Telmatoscopus ligusticus
- Telmatoscopus livingstoni
- Telmatoscopus longichaetus
- Telmatoscopus macneilli
- Telmatoscopus maculatus
- Telmatoscopus maculoides
- Telmatoscopus madagascaensis
- Telmatoscopus manilensis
- Telmatoscopus mcclurei
- Telmatoscopus membraga
- Telmatoscopus mendicus
- Telmatoscopus mergacolis
- Telmatoscopus mergellatus
- Telmatoscopus mongolianus
- Telmatoscopus morulus
- Telmatoscopus mucronatus
- Telmatoscopus mysorensis
- Telmatoscopus nebraskensis
- Telmatoscopus neglectus
- Telmatoscopus niger
- Telmatoscopus nivosus
- Telmatoscopus norrisi
- Telmatoscopus nsawamensis
- Telmatoscopus numidicus
- Telmatoscopus obtusus
- Telmatoscopus ochraceus
- Telmatoscopus odontostylis
- Telmatoscopus olympia
- Telmatoscopus orbiculatus
- Telmatoscopus oxybeles
- Telmatoscopus oxypages
- Telmatoscopus panergus
- Telmatoscopus pannosus
- Telmatoscopus pappi
- Telmatoscopus patibulus
- Telmatoscopus pennulus
- Telmatoscopus pentacus
- Telmatoscopus poncianticola
- Telmatoscopus praecipuus
- Telmatoscopus proximus
- Telmatoscopus pruinosus
- Telmatoscopus quadripenis
- Telmatoscopus quadripunctatus
- Telmatoscopus ramae
- Telmatoscopus retrobarbus
- Telmatoscopus rivularis
- Telmatoscopus rothschildi
- Telmatoscopus sahyadriae
- Telmatoscopus schlitzensis
- Telmatoscopus seguyi
- Telmatoscopus similis
- Telmatoscopus sitapuri
- Telmatoscopus spicocaudus
- Telmatoscopus spiralifer
- Telmatoscopus steffani
- Telmatoscopus stellatus
- Telmatoscopus stuckenbergi
- Telmatoscopus subtilis
- Telmatoscopus superbus
- Telmatoscopus svaneticus
- Telmatoscopus syncretus
- Telmatoscopus taleolus
- Telmatoscopus tanegashimensis
- Telmatoscopus terminalis
- Telmatoscopus tersaceps
- Telmatoscopus tetraspiculatus
- Telmatoscopus thompsoni
- Telmatoscopus townsvillensis
- Telmatoscopus trifidus
- Telmatoscopus tristis
- Telmatoscopus vaillanti
- Telmatoscopus varitarsis
- Telmatoscopus verbassicus
- Telmatoscopus verneysicus
- Telmatoscopus vestitus
- Telmatoscopus vitiensis
- Telmatoscopus volvistyla
- Telmatoscopus vourzinicus
- Telmatoscopus zamboangis
- Telmatoscopus zeus